# Хмелев (Венґровський повіт)
Хмелев (пол. Chmielew) — село в Польщі, у гміні Коритниця Венґровського повіту Мазовецького воєводства.
Населення — 80 осіб (2011).
У 1975-1998 роках село належало до Седлецького воєводства.

## Демографія
Демографічна структура станом на 31 березня 2011 року:
|          | Загалом | Допрацездатний вік | Працездатний вік | Постпрацездатний вік |
| -------- | ------- | ------------------ | ---------------- | -------------------- |
| Чоловіки | 45      | 9                  | 27               | 9                    |
| Жінки    | 35      | 6                  | 18               | 11                   |
| Разом    | 80      | 15                 | 45               | 20                   |